# Continuación nueva y verdadera de la historia y las aventuras del incomparable Don Quijote de la Mancha
Continuación nueva y verdadera de la historia y las aventuras del incomparable Don Quijote de la Mancha es una obra anónima publicada por barrameda Francia,[cita requerida] publicada por primera vez en seis volúmenes impresos entre 1722 y 1726. Es una continuación de la segunda parte de Don Quijote de la Mancha, sin relación con las de Francois Filleau de Saint-Martin y Robert Challe. Su título en francés es Suite nouvelle et véritable de l'histoire et des aventures de l'incomparable Don Quichotte de la Manche traduite d'un manuscrit espagnol de Cid-Hamer Benegely son véritable historien (París, Le Clerc, Saugran, Huet, Prault, 1726. 5 vol. en 12). Fue reimpresa en 1741 en París por el impresor Bordelet. No ha sido traducida al español.
Aunque se desconoce el nombre del autor, este debió ser persona de bastante ilustración en materias jurídicas y religiosas y haber visitado España, especialmente la región andaluza. El lenguaje de la obra es sencillo, claro y no exento de elegancia; la acción es rápida y los principales personajes están bien caracterizados. Aunque muchas de sus páginas se inspiran en el Quijote cervantino, en conjunto resulta ser una obra ingeniosa e interesante, y contiene numerosos episodios de viva originalidad. El único episodio de la obra que se sale de la verosimilitud es el de la boda de Don Quijote con quien él cree que es Dulcinea, celebrada por el cura de su lugar: exigiendo el Derecho Canónico plena capacidad mental en los contrayentes, no es creíble que un eclesiástico, y menos uno tan inteligente y sensato como Pero Pérez, hubiese oficiado el matrimonio de alguien reconocido notoria y públicamente por loco, aunque con ello se tratase de ayudar a que recuperase la razón. 
Al contrario de Alonso Fernández de Avellaneda, el autor de la Suite nouvelle trata con respeto y afecto la figura de Don Quijote, que a pesar de su locura aparece revestido de una profunda dignidad. Los diálogos entre el caballero y Sancho Panza están bien logrados y llenos de humor. Por la obra desfilan muchos de los personajes del Quijote de Cervantes, pero también otros nuevos, empezando por el propio rey Felipe III. 
La obra fue comentada ampliamente por José María Asensio en Los continuadores de El ingenioso hidalgo: La obra de un Avellaneda desconocido (Cervantes y sus obras, Barcelona: F. Seix, 1902, pp. 199-232), Leopoldo Rius, Bibliografía crítica de las obras de Miguel de Cervantes Saavedra. 3 vols. 1899), Maurice Bardon, Don Quichotte en France au XVIIe et au XVIIIe siècle, 1605-1815 (2 vols. 1931, vol. I, pp. 424-436) y Juan Givanel Mas, Catálogo de la Colección Cervantina (Vols. 1-2. Barcelona: Diputación Provincial, 1941-43; vol. I, pp 229-31, 235-36, 274).
Además de incluir un largo e interesante prólogo, la Suite nouvelle se divide en cinco tomos o partes, con un número bastante similar de capítulos (20 cada una de las dos primeras, 18 la tercera, 16 la cuarta y 19 la quinta), aunque la numeración de los capítulos es continua. Como ocurre en la primera parte cervantina y en las continuaciones de Alonso Fernández de Avellaneda, Filleau de Saint-Martin y Robert Challe, la Suite nouvelle contiene una pequeña novela intercalada, La historia de Agesilanda y su sobrina Grasinda; sin embargo, el relato no está del todo desconectado de la acción de la obra, ya que sirve de fundamento para algunos episodios protagonizados por Don Quijote. Otras historias de personajes ajenos a la acción principal, como la de Felipe y Belinda o la de Don Luis y Doña Cristina, tienen alguna conexión con los hechos de Don Quijote.

## Argumento

### Primer tomo
Al igual que la Historia del admirable don Quijote de la Mancha de Filleau de Saint-Martin, la Suite nouvelle parte de la idea de que Don Quijote no muere, sino que sana y permanece en su aldea (identificada con La Roda, localidad de la provincia de Albacete), donde se dedica durante un tiempo a la vida pastoril en compañía de Sancho Panza, cuidando ovejas y escribiendo versos en homenaje a Dulcinea. 
La noticia de que a causa de la muerte de una pariente suya debe ir a Sanlúcar de Barrameda a recoger una herencia y la llegada a La Roda de un mensajero real, con el anuncio de que el monarca llama a Don Quijote a presentarse en la corte, sume en grandes dudas al protagonista, que considera que su promesa al Caballero de la Blanca Luna de permanecer un año en su aldea se vería quebrantada si sale de allí. El problema es solucionado por el bachiller Sansón Carrasco, quien se disfraza nuevamente como Caballero de la Blanca Luna y autoriza a Don Quijote a salir de La Roda con esos propósitos. 
Se inicia así la cuarta salida del caballero. En compañía de Sancho Panza y del mensajero real, Don Quijote parte a Madrid, y durante el camino les ocurren algunos episodios interesantes, además de estar jalonado por las pláticas entre el caballero y el correo real. En las inmediaciones de Toledo paran en una venta, cuyos propietarios resultan ser Basilio y Quiteria. En Madrid, Don Quijote es recibido por el rey (Felipe III), y protagoniza diversas aventuras, entre ellas la derrota de un supuesto gigante llamado Caracoliquembro, que hacía de las suyas en las vecindades de El Escorial, y el rescate de un tesoro que se encontraba en un castillo abandonado. En la Corte también se encuentra el duque. Después de despedirse del monarca, Don Quijote emprende viaje a Sanlúcar de Barrameda para el asunto de la herencia, en compañía de Sancho y de un peregrino, que es en realidad el bachiller Carrasco, disfrazado con una barba postiza. 

### Segundo tomo
Don Quijote, Sancho y el bachiller Carrasco, disfrazado de peregrino, cruzan la Sierra Morena y pasan por Ciudad Real, donde paran en la venta de Palomeque. En un momento en que Don Quijote tira de la barba del supuesto peregrino, se percata de que se trata del Caballero de los Espejos; sin embargo, el bachiller logra convencer a Don Quijote de la bondad de sus intenciones y continúan el viaje juntos. Llegan a Sevilla, donde visitan un manicomio, en el cual está recluido un falso Don Quijote, el protagonista de la obra de Alonso Fernández de Avellaneda, y finalmente a Sanlúcar de Barrameda, donde Don Quijote recibe su herencia. Sancho conduce ésta a La Roda, mientras Don Quijote y el supuesto Caballero de los Espejos se embarcan hacia Barcelona, donde después se les une el escudero.
En Cataluña, de conformidad con un plan aprobado por el Rey, las autoridades hacen embarcarse a Don Quijote en las galeras, supuestamente con destino a Marruecos, con el propósito de liberar a su amada Dulcinea, esclava del rey moro. Don Quijote desembarca y llega a un castillo en ruinas, donde rescata a Dulcinea, gracias a la aparición de un elefante enviado por un encantador; pero en realidad no se mueve de Cataluña. La que personifica a Dulcinea es María Padilla de Rodrigo, la hija de Doña Rodríguez, la dueña que servía a la Duquesa, quien a solicitud del Duque ha accedido no solamente a hacer el papel de la dama de Don Quijote sino incluso a casarse con éste. En ejecución del plan aprobado por el rey, la supuesta Dulcinea pone como condición para el matrimonio que Don Quijote permanezca a su lado una vez casados y abandone su vida aventurera, a lo cual accede el caballero, no sin pesar. Después emprenden la marcha a La Roda. Durante el viaje pasan por Lérida, donde va a verles la Duquesa, y por el sitio de la aventura del barco encantado, donde tienen un problema con los molineros. Después de otros varios sucesos, llegan a La Roda, donde se celebra el matrimonio de Don Quijote y la supuesta Dulcinea.
Dos meses después de su boda se inicia la quinta salida de Don Quijote, quien parte nuevamente de La Roda con Sancho y se dirige a Cádiz, para recoger algunos valiosos efectos provenientes de Indias que formaban parte de su herencia. En el regreso interviene en un duelo para ayudar a un gentilhombre llamado Don Luis de Ávila contra otro llamado Don García, que pretendía a su esposa Doña Cristina. Tras parar en casa de Don Luis y Doña Cristina y escuchar su historia, Don Quijote y su escudero reemprenden el viaje hacia La Roda, y al pernoctar en un bosque topan con un grupo de mujeres y niños gitanos, a quienes Don Quijote toma por encantadores y con quienes tiene un enfrentamiento.

### Tercer tomo
De regreso en La Roda, Don Quijote se dedica a la vida pastoril en compañía de Dulcinea y de Sancho. Ocurren diversos sucesos, como la aventura de un mono al que Don Quijote toma por un encantador, el juicio de Sancho sobre la disputa de dos lugareños, el incidente provocado por un ladrón de caballos y su castigo, y el nacimiento de un hijo de Don Quijote y su mujer. Sin embargo, el caballero recuerda con nostalgia su vida aventurera, y una vez expirado el término de su promesa al caballero de la Blanca Luna, sale secretamente de su aldea con Sancho Panza, con el designio de conquistar la Berbería para la cristiandad.
En los inicios de esta sexta salida, Don Quijote topa con una aristocrática viuda llamada Doña Victoria, y le ayuda a recuperar a su hijo, que había sido secuestrado por una nodriza. Tiene después otras aventuras. Su esposa y el Bachiller Carrasco salen en su búsqueda y llegan al castillo de Doña Victoria. Durante su estadía allí, Doña Victoria les relata la historia de Agesilanda y su sobrina Grasinda, sin conexión con la acción de la obra.

### Cuarto tomo
Don Quijote regresa con Sancho al castillo de Doña Victoria, y para tratar de que regrese a su casa y se procure su cura, se le convence de consultar el oráculo del hada Agesilanda sobre su proyectada expedición a Berbería. El supuesto oráculo le recomienda aplazar su plan por tres años, pero además, se hace creer a Don Quijote que Dulcinea está nuevamente encantada, debido a que él incumplió su promesa de abandonar la vida aventurera. Con base en una recomendación del oráculo, Don Quijote decide cumplir con su promesa y enseguida queda desencantada Dulcinea. 
En su viaje de retorno a La Roda, topan una noche con Ginés de Pasamonte, que intenta sin éxito asaltar a Don Quijote. Éste decide entonces regresar al castillo de Doña Victoria, a la cual narra la vida de Pasamonte, según le fue relatada a él en Sevilla. 
Entre tanto, en La Roda se presenta un supuesto marqués deseoso de contraer matrimonio con la hija de Sancho, pero pronto se averigua que se trata de un comediante, convencido por uno de los aldeanos para embromar a los Panza. Sin embargo, poco después llega al lugar un gentilhombre auténtico, veterano de las guerras de Flandes, Don Santiago César de Henríquez, Conde de Blandanda, que hace buenas migas con Don Quijote y parte con él, su esposa, Sancho y el bachiller Carrasco al castillo de los duques, quienes se disponen a partir de España, por haber sido el duque nombrado virrey de Nápoles. En su viaje hacia el castillo de los Duques, el grupo se detiene en la venta donde fue armado caballero Don Quijote, aunque esta vez éste la ve como tal venta y no como un castillo. Continúan camino y llegan por fin al castillo de los duques, donde nuevamente se produce un altercado entre Don Quijote y el capellán de aquellos.
Los duques deciden hacer otra vez a Sancho Panza gobernador de la Ínsula Barataria. Tras recibir ciertos consejos de Don Quijote, Sancho toma posesión de su gobierno, en cuyo ejercicio da nuevas pruebas de su talento como juzgador.

### Quinto tomo
Los duques, que deben partir a Nápoles, ponen fin al gobierno de Sancho Panza, lo cual se logra narcotizándolo y haciéndole creer que ha sido encantado. Posteriormente regresa al castillo de los Duques, y después de la partida de éstos, Don Quijote, su esposa y Sancho emprenden el retorno a La Roda, mientras Don Santiago César de Henríquez marcha a la Corte y el Bachiller Carrasco al Priorato de San Beltrán, del que era titular. En el viaje de regreso les ocurren diversas aventuras.
Don Santiago de Henríquez regresa a La Roda y contrae matrimonio con la hija de Sancho Panza. La esposa de Don Quijote da a luz una hija, a la que se bautiza con el nombre de María. Sin embargo, la melancolía de no poder reemprender su vida aventura invade a Don Quijote y finalmente le causa la muerte.

## Tabla de capítulos
La tabla de capítulos de la obra es la siguiente:
TOMO PRIMERO
Prefacio
I.- Don Quijote toma la decisión de hacerse pastor. Su conversación con el Cura y Sansón Carrasco.
II.- Conversación de don Quijote con Sancho sobre el desencantamiento de Dulcinea.
III.- Aventuras dignas de la atención del lector.
IV.- Lo que pasó en esta boda.
V.- Conversación de Sancho con su mujer.
VI.- Continuación del anterior. El Rey de España envía un correo a don Quijote.
VII.- Que contiene cosas maravillosas para levantar los escrúpulos de don Quijote y comprometerlo a seguir al correo.
VIII.- Viaje de don Quijote a Madrid, y lo que le ocurrió en el camino.
IX.- Que contiene cosas curiosas y dignas de la atención del lector.
X.- Continuación del anterior.
XI.- La historia del arreglo hecho por don Quijote.
XII.- La llegada de don Quijote a Madrid, y lo que pasó en esta ocasión.
XIII.- Continuación de la aventura de la derrota del gigante.
XIV.- Aventura sorprendente acontecida a don Quijote en los jardines del Prado, en presencia del Rey.
XV.- Lo que se dijo en la audiencia que don Quijote tuvo con el Rey, y las proposiciones que este príncipe le hizo de rescatar un tesoro.
XVI.- Lo que le ocurrió a don Quijote en ese castillo.
XVII.- Una conversación del Rey con el Bachiller Sansón Carrasco y otras cosas memorables.
XVIII.- Viaje de don Quijóte a Sanlúcar de Barrameda.
XIX.- Los grandes proyectos de fortuna que hace don Quijote. Aventura funesta acaecida con motivo de las alforjas de Sancho.
XX.- Lo que ocurrió en la Roda, cuando llegó allí el correo que conducía el tesoro.
TOMO SEGUNDO
XXI.- Continuación del viaje de don Quijote de la Mancha.
XXII.- Que contiene lo que les ocurrió en Sierra Morena.
XXIII.- El embarazo del ermitaño, y lo que hizo para librarse 
de él.
XXIV.- Don Quijote va a ver a los locos del hospital. Detalle de la conversación que tuvo con ellos. Desgracia de Sancho.
XXV.- Conversación de don Quijote, de Sansón Carrasco y su sastre.
XXVI.- Lo que le ocurrió a Don Quijote con respecto a su herencia.
XXVII.- Conversación de Sancho con su esposa y el cura.
XXVIII.- Conversación sobre la caballería andante. Don Quijote hace descubrir la artimaña de un charlatán que promete la piedra filosofal.
XXIX.- Conversación del supuesto caballero de los Espejos con el Virrey y el general de las galeras. Conclusión de la historia del charlatán. Insulto hecho a don Quijote y su escudero.
XXX.- Embarcamiento de Don Quijote en las galeras de España, y lo que ocurrió en esta ocasión.
XXXI.- La liberación de Dulcinea.
XXXII.- Historia del elefante.
XXXIII.- Quién era la supuesta Dulcinea.
XXXIV.- Continuación del viaje de Don Quijote con su Dulcinea.
XXXV.- Lo que ocurrió en Lérida.
XXXVI.- Descripción del ejercicio que hizo el elefante. De una aventura ocurrida cerca de un molino, y de dos ladrones disfrazados de capuchinos.
XXXVII.- Llegada de Don Quijote y Dulcinea a la Roda.
XXXVIII.- Detalle del matrimonio de Don Quijote, con algunas otras particularidades curiosas.
XXXIX.- Relación del viaje que Don Quijote hizo a Cádiz para su herencia.
XL.- Prodigioso combate de Don Quijote contra todos los encantadores y todas las encantadoras por quienes se imaginaba ser perseguido. Su llegada triunfante a su casa.
TOMO TERCERO
XLI.- En el cual el Bachiller instruye a Dulcinea de la situación de los amores de Don Felipe y de Belinda.
XLII.- Que contiene varios acontecimientos curiosos y placenteros.
XLIII.- Que contiene varias aventuras memorables.
XLIV.- Juicio de Sancho sobre un diferendo de dos labradores, y otras cosas curiosas.
XLV.- Que informa al lector de las facultades de Don Quijote y de Sancho.
XLVI.- El encantador Mono aparece todavía. Aventura de un ladrón de caballos y su castigo.
XLVII.- Reflexiones que hace Don Quijote sobre su vida privada. Su disputa con el Bachiller.
XLVIII.- Que contiene el fin de la historia de Don Felipe y de Belinda, con algunas otras particularidades memorables.
XLIX.- Que trata de la sexta salida de Don Quijote, y de las maravillosas aventuras que de eso hacen en parte el asunto.
L.- De lo que le ocurre a Sancho al regresar a la casa de don Quijote.
LI.- Lo que era esta máquina del gato, y la conversación de Don Quijote con la pobre que halló en su camino, después de haber dejado su compañía.
LII.- Llegada de Sancho Panza donde su señor, y el relato que le hizo de todo lo que le había acaecido en su viaje.
LIII.- Lo que era ese lugar tenebroso, y la conversación que tuvo Don Quijote con Sancho, cuando fueron acercados el uno al otro.
LIV.- Que habla de la persecución de Dulcinea a Don Quijote.
LV.- Historia de Agesilanda y de Grasinda su sobrina.
LVI.- Continuación del anterior, llena de acontecimientos maravillosos.
LVII.- De lo que ocurrió al caballero amante de Grasinda, en el grado y lugar subterráneo donde bajó para buscar el tesoro.
LVIII.- Cuál fue la conducta de Grasinda hacia Don Fernando, para asegurarse de su fe, y su matrimonio con él.
TOMO CUARTO
LIX.- Lo que le ocurrió a Don Quijote al regresar con el paje al castillo y lo que se hizo para su curación cuando llegó.
LX.- Continuación del anterior.
LXI.- De lo que ocurrió con respecto al oráculo y de algunas cosas que se hicieron a Sancho.
LXII.- De la cacería que se hizo al día siguiente, y de algunas aventuras de Sancho.
LXIII.- Historia de la vida de Ginés de Pasamonte.
LXIV.- La llegada de don Quijote a su casa. Conversación maligna de Sancho durante el camino. Historia de un enamorado que se presenta por la hija de Sancho.
LXV.- Continuación de las historias del anterior, con respecto a la hija de Sancho.
LXVI.- Historia de Don Henríquez.
LXVII.- Historia de las dos falsas princesas.
LXVIII.- Partida de Don Quijote y de Dulcinea, para despedirse del Duque, y lo que les ocurrió en el camino.
LXIX.- Conversación secreta de dos caballeros, sobre temas tan importantes como entretenidos.
LXX.- De las aventuras que encontró Sancho cuando se paseaba.
LXXI.- El juego de la sombra. Llegada de Don Quijote donde el duque, y de lo que allí pasó.
LXXII.- Conversación de la duquesa con Sancho. Brusquedad del limosnero del duque hacia Don Quijote. Respuesta de Don Quijote sobre sus muecas.
LXXIII.- Instrucción de Don Quijote a Sancho, antes que fuese a su gobierno, y su llegada a su ínsula y algunos de sus juicios.
LXXIV.- La ronda que hizo Sancho en la capital de su gobierno. Historia de la bella Clara.
TOMO QUINTO
LXXV.- Continuación de la historia de Clara. Su libramiento de un gran peligro.
LXXVI.- Descripción de la cacería del oso.
LXXVII.- Continuación de los juicios de Sancho Panza en su gobierno.
LXXVIII.- El fin del gobierno de Sancho y su encantamiento, con otros hechos memorables.
LXXIX.- Conversación de la Duquesa y de Sancho, al regreso de su gobierno. Del sermón que hizo el limosnero en la profesión de una religiosa.
LXXX.- Partida de Don Quijote y de Dulcinea, para volver a su casa. Historia de las hermanas gemealas y algunas otras particularidades.
LXXXI.- Continuación del viaje de Don Quijote. Historia de Gonzalo y de Marion Berth.
LXXXII.- Continuación del anterior.
LXXXIII.- Conversación de Don Quijote y de Sancho, sobre un sueño. Conclusión de la historia de Marion Berth.
LXXXIV.- Conversación de Don Quijote y de Gonzalo, sobre la caballería andante. Presagios funestos de algunas aventuras, confirmados por los acontecimientos.
LXXXV.- Juicio de Don Quijote sobre una apuesta. Aventura ocurrida a Sancho en la taberna. Historia de Dulcinea.
LXXXVI.- Conversación grave de Don Quijote y de Gonzalo, sobre el robo y la restitución. Regreso de Don Henríquez de Madrid.
LXXXVII.- Disputas de Sancho y de su mujer sobre el matrimonio de su hija. Conducta sabia de Don Quijote, sobre el arreglo de los asuntos de Don Henríquez y algunas otras particularidades.
LXXXVIII.- Noticia de la muerte del viejo marido de Marion Berth. Acuerdo hecho entre Dulcinea y Marion. Matrimonio de las dos pobres doncellas.
LXXXIX.- Lo que pasó en las bodas de Don Henríquez y de Sancha. Aventura memorable, ocurrida a Don Quijote durante los regocijos de las bodas.
XC.- Placentero razonamiento de Sancho a los dos jóvenes casados que buscaban a sus mujeres. Continuación de la gran aventura acaecida a Don Quijote y su fin.
XCI.- Partida de Don Henríquez para ir a su tierra con su esposa; lamentación de Teresa Panza. Llegada de Victoria a casa de Don Quijote, y la visita que fue hecha a Belinda. Muerte del suegro de Gonzalo, y su partida.
XCIII.- La pasión dominante. Conclusión de la historia y de la vida de Don Quijote, su enfermedad y su muerte.

## Historia de Sancho Panza
La Suite nouvelle propiamente dicha comprende cinco tomos. Un sexto tomo se titula Historia de Sancho Panza alcalde de Blandanda y está dedicada a la vida de Sancho Panza, quien gracias a su yerno Don Santiago, Conde de Blandanda, es nombrado alcalde de ese lugar. Su desempeño como tal, sin embargo, resulta un fracaso, y se ve obligado a huir del sitio. 
Esta obra fue traducida al alemán y publicada en Leipzig en 1754 por Johann Michael teubner, con el título "Die Geschichte des Sancho Pansa, vormahligen Stallsmeisters des Don Quichotte; aus dem Franzoesischen uebersezt". 
Su tabla de capítulos es la siguiente:
I.- Que contiene varias cosas esenciales para la inteligencia de todo el libro.
II.- Conversación de Sancho con su mujer. Otra conversación con su compadre Cecial. Su partida para Blandanda, y las aventuras que tuvo por el camino.
III.- Sancho hace un hallazgo cuando se pasea. Lo que le ocurrió al partir de ese lugar y llegar a Blandanda.
IV.- Conversación del Conde y de Sancho, sobre ciertas máximas de civilidad o conveniencia.
V.- Conversación del Conde con su mujer sobre Sancho; razonamiento de Sancho sobre su hallazgo, y lo que se encontró en las calzas. Juicio de Sancho sobre una diferencia.
VI.- Varios juicios de Sancho.
VII.- Historia de Waldrade y del llamado Caballero de Fuente, a quien llamaban en su país Pedro Labrador.
VIII.- Continuación del anterior.
IX.- Industria de Sancho para cubrir una impertinencia. Continuación de sus juicios.
X.- Historia de los amores de Sancho y de Teresa Gutiérrez su mujer.
XI.- Continuación de la historia de los amores de Sancho Panza y de Teresa Gutiérrez su mujer.
XII.- Relato que hace Sancho de su pretendida esclavitud y de las aventuras que inventó al respecto.
XIII.- Medios que se emplean para obligar a Sancho a dejar su cargo.
XIV.- Huida de Sancho de casa de su yerno; se extravía dos veces en un bosque; su reencuentro con un carbonero con el que pasa la noche.
XV.- Relato que hace Sancho de su aventura; el carbonero aprovecha la ocasión de contar también su historia.
XVI.- Encuentro de Sancho con ladrones y arqueros. Historia de Clemencia y de Carlos.
XVII.- Continuación de la historia de Clemencia y de Carlos.
XVIII.- Burlas de Sancho sobre sus aventuras pasadas. Continuación y fin de la historia de Carlos y de Clemencia, llegada al Toboso.
XIX.- Llegada de Sancho a su casa. Lo que pasó entre él y su mujer.